# لا سیگن (کانزاس)
لا سیگن (به انگلیسی: La Cygne) شهری در ایالت کانزاس کشور ایالات متحده آمریکا است که جمعیت آن در سرشماری سال ۲۰۱۰ میلادی، ۱٬۱۴۹ نفر بوده‌است.